# Glypta boharti
Glypta boharti là một loài tò vò trong họ Ichneumonidae.